# Chionaema gabriellae
Chionaema gabriellae är en fjärilsart som beskrevs av Cerny 1993. Chionaema gabriellae ingår i släktet Chionaema och familjen björnspinnare. Inga underarter finns listade i Catalogue of Life.